# Erste Liebe (1970)
Erste Liebe ist eine deutsch-schweizerische Literaturverfilmung von Maximilian Schell aus dem Jahr 1970. Schells erste Regiearbeit entstand nach der gleichnamigen Novelle von Ivan Turgenjew aus dem Jahr 1860. Der Film erlebte am 10. Juli 1970 auf dem Internationalen Filmfestival in San Sebastian seine Uraufführung.

## Handlung
Russland im 19. Jahrhundert: Im Nachbarhaus des 16-jährigen Alexander zieht die verarmte Prinzessin Zasekina mit ihrer 21-jährigen Tochter Sinaida ein. Der Junge verliebt sich in Sinaida, die von verschiedenen Männern, wie dem Grafen Malevsky, dem Arzt Lushin und dem Dichter Maidanov, umschwärmt wird. Zunächst abweisend scheint Sinaida Alexanders Schwärmerei zu erwidern, auch wenn sie ihn abwechselnd von sich stößt und dann wieder mit Zärtlichkeiten überschüttet.
Alexanders Mutter will von der Schwärmerei ihres Sohnes für die Tochter aus dem hochverschuldeten Haus nichts wissen. Sein Vater steht dem jedoch gleichgültig bzw. sogar zustimmend gegenüber. Häufig ist er außer Haus und bleibt sogar über Nacht fort. Sinaida wiederum reagiert zunehmend empfindlich auf die heimliche Überwachung jedes ihrer Schritte durch Alexander, der einen heimlichen Geliebten vermutet. Als Alexander dem Hinweis eines der zahlreichen Verehrer Sinaidas folgt und nachts die Wiese zwischen dem elterlichen Grundstück und dem der Zasekina überwacht, sieht er plötzlich seinen Vater. Er folgt ihm heimlich – durch das Fenster erkennt er schließlich Sinaida, die sich für seinen Vater auszieht und sich auf seine Anweisung hin selbst befriedigt.
Alexander erlebt, wie ihn Sinaida am nächsten Tag wie ein Kind behandelt und ihm ihren kleinen Bruder zum Spielkameraden bringt. Er wirft ihr vor, mit seiner Liebe nur gespielt zu haben, doch Sinaida versichert ihm, ihn trotz allem zu lieben. Alexanders Mutter wiederum ist seit langem gegen ihren Mann misstrauisch und erfährt nun, dass er der Prinzessin Zasekina ein Darlehen gewährt hat – Geld, das eigentlich ihr gehört. Überstürzt reist sie mit Mann und Sohn in die Stadt zurück.
Wenige Jahre später trifft Alexander in der Stadt auf einen der Verehrer Sinaidas, der ihn beglückwünscht, von der Liebe zu Sinaida losgekommen zu sein. Ein anderer Verehrer sei inzwischen verschollen. Wieder einige Zeit später reitet Alexander mit seinem Vater aus. In einem heruntergekommenen Viertel hält der Vater an und lässt Alexander auf die Pferde aufpassen. Als Alexander ihm einige Zeit später folgt, sieht er den Vater mit Sinaida sprechen. Der Vater verschwindet in ihrem Haus.
Ein paar Jahre später trifft Alexander auf Maidanov, der ihm erzählt, dass Sinaida inzwischen mit Lushin verheiratet sei und in der Stadt weile. Sie habe Glück gehabt, da sie nach einer Affäre schwanger geworden sei und Lushin sie trotzdem geehelicht habe. Alexanders Vater ist inzwischen verstorben und hat seinen Sohn kurz vor seinem Tod vor den Frauen gewarnt. Alexander will nach wenigen Wochen in das Hotel zu Sinaida gehen, erfährt jedoch, dass sie im Kindbett gestorben sei.

## Kritik
Das Lexikon des internationalen Films bezeichnete Erste Liebe als „stilistisch sehr uneinheitlich, ohne Überzeugungskraft politisch aktualisiert und in der Ausstattung modernisiert, mit interessanten schauspielerischen Leistungen und guter Bildarbeit.“

## Auszeichnungen
Auf dem Internationalen Filmfestival in San Sebastian gewann Erste Liebe im Jahr 1970 die Silberne Muschel. Erste Liebe erhielt 1971 den Deutschen Filmpreis in der Kategorie Bester Spielfilm. Der Film war zudem bei der Oscarverleihung 1971 als Schweizer Beitrag in der Kategorie Fremdsprachiger Film nominiert, verlor jedoch gegen die italienische Produktion Ermittlungen gegen einen über jeden Verdacht erhabenen Bürger.